# 솔 밤바
술레만 "솔" 밤바(Souleymane "Sol" Bamba, 1985년 1월 13일~2024년 9월 1일)은 프랑스 태생, 코트디부아르의 은퇴한 프로 축구 선수이다.
밤바는 그가 출생한 프랑스의 파리 생제르맹에서 데뷔하였으나, 1군에 자리를 잡지 못하고 2006년에 던펌린 애슬레틱으로 이적하였다. 2년 후, 그는 하이버니언으로 이적한 후, 2011년 1월에 레스터 시티에 합류하였다. 2012년, 밤바는 터키 클럽 트라브존스포르로 이적하였다.
코트디부아르계 부모님 사이에 프랑스에서 태생한 밤바는 2008년 하계 올림픽에서 코트디부아르 대표로 출전하였고, 그 이후로부터 국가대표팀 경기에 단골로 출전하였다.

## 클럽 경력

### 파리 생제르맹
밤바는 리그 1 클럽 파리 생제르맹에 14세의 나이로 유소년팀에 입단하면서 첫 발을 내디뎠다. PSG의 유소년 팀과 B팀에서 인상적인 활약을 펼친 그였으나, 그는 1군 경기 단 두번의 출장에 그쳤고, 이 두번의 출장 모두 PSG에서의 마지막 시즌에 기록하였다. PSG 감독 바히드 할릴호지치와의 언쟁은 밤바의 이적에 영향을 끼쳤다.

### 던펌린 애슬레틱
1차 트라이얼 후, 밤바는 2006년 7월에 스코틀랜드 프리미어리그의 던펌린 애슬레틱과 계약하였다. 짐 레이슈먼은 트라이얼을 통해 다른 선수를 프랑스로부터 데려오고 싶다고 밝혔으나, 이 협상은 무산되었고, 밤바를 에이전트가 대신 보내게 되었다. 레이슈먼은 밤바의 피지컬적인 능력과 존 하트슨과의 트라이얼에서 보여준 기량으로 즉시 관심을 돌리게 했다. 짧은 트라이얼이 진행하던 와중, 밤바는 라 리가팀 오사수나와의 친선경기에 교체 선수로 드러냈다; 그는 인상적인 수 차례의 태클과 블로킹을 선보였다.
밤바는 스코틀랜드 컵 결승전 2007에 도달한 선수단의 일원이었으나, 스코틀랜드 프리미어리그의 강등도 경험하였다. 밤바는 2007-08 시즌을 앞두고 2년 연장 계약을 체결하였으나, 풋볼 리그 1부에서 덜 인상적인 활약을 펼쳤다.
2008년 7월, 밤바는 풋볼 리그 챔피언십의 왓퍼드 트라이얼 참가를 허락받았고, 보럼 우드와의 친선적에 출전하였다. 얼마 지나지 않아 제임스 매킨타이어 감독은 던펌린과 왓퍼드 간의 이적료 협상이 이루어지기를 원하였고, 성사될 경우 밤바가 풋볼 리그 챔피언십 팀으로 이적할 수 있게 되었다. 비록 이적 협상은 마무리단계까지 진행되었으나, 왓퍼드가 알 수 없는 이유로 협상을 그만두었다. 몇주 후, 던범린은 스코틀랜드 프리미어리그 하이버니언과 마더웰의 £50,000의 협상을 성사시켰다.

### 하이버니언
밤바는 하이버니언 이적을 결정하였고, 클럽과 3년 계약을 체결하였다. 그는 던디 유나이티드와의 경기에서 경고 누적으로 퇴장 당하였으나, 밤바는 하이버니언 1군에 빠르게 정착하였다. 비록 본래 센터백이나, 믹수 파텔라이넨 감독은 밤바가 2008년 12월 셀틱전에서 수비형 미드필더로 훌륭한 활약을 펼친 것에 대해 칭찬받았다. 파텔란은 밤바가 던펌린에서 활약한 이래 태클에서도 밀리지 않으면서 선수로써 기량이 향상되었고 덧붙였다. 밤바는 거친 플레이와 새 포지션에서의 의도된 태클로 즉시 하이버니언 팬들의 인기 선수가 되었다.
존 휴즈 신임 감독은 2009년 말 이적시장에서 롭 존스의 이적으로 인해 밤바를 센터백으로 환원시켰다. 포지션 전향 후인 8월 22일 팔커크와의 경기에서, 밤바는 프로데뷔 이후로는 첫 골을 득점하였고, 경기는 3-1 승리로 종료되었다. 공교롭게도 그의 클럽 2호골은 3월 27일에 같은 팀을 상대로 같은 경기장에서 기록하였고, 또다시 3-1 승리로 종결되었다. 에딘버러 이브닝 뉴스는 2010년 5월 8일에 밤바의 성과에 대해 "주목받지 않은채 넘어가지 않았다"라고 평하였고, 풀럼과 렌의 스카우트들이 밤바를 주시하는 것을 덧붙였다. 스벤예란 에릭손 코트디부아르 국가대표팀 신임 감독은 2010년 FIFA 월드컵을 앞두고 밤바를 주시하였으나, 2009-10 시즌 하이버니언의 마지막 경기에 나타나지 않았다.
밤바는 2010년 7월의 네덜란드 프리시즌 투어에 존 휴즈 감독에게 보고를 하지 않은 것에 대해 분노를 샀다. 밤바는 월드컵 이후 3주간의 휴식이 필요하다는 견해로 비난에 응수하였으나, 휴즈는 결국 밤바가 에든버로에 복귀하였을 때 1군에서 제외시켰다. 밤바는 이스터 로드에서 열린 마리보르와의 UEFA 유로파리그 2차전 경기를 앞두고 재소집되었으나, 하이버니언은 경기에서의 2-3 패배로 합계 2-6으로 밀렸다.

### 레스터 시티
밤바의 하이버니언 계약이 2010-11 시즌 말에 만료가 임박하면서, 클럽은 풋볼 리그 챔피언십에 소속된 레스터 시티와의 이적에 합의를 보았다. 이적 합의는 2011년 1월 2일에 나왔고, 밤바가 비공개 이적료에 합류하는 것으로 귀결되었다. 그는 레스터에서 전 코트디부아르 국가대표팀 감독인 스벤예란 에릭손과 재회하였다. 밤바는 1월 9일, 2-2로 비긴 맨체스터 시티와의 FA컵 경기에서 데뷔하여 처음 잡은 공으로 득점하였다. 그는 1월 22일, 4-2로 이긴 밀월전에서 첫 리그 2골을 득점하였다.
밤바는 2011년 9월에 레스터와 재계약 하였다. 에릭손을 대신하여 나이젤 피어슨 감독이 레스터 사령탑에 오르면서, 밤바의 출전 시간은 감소하였고, 특히 웨스 모건의 영입 이후로 눈에 띄게 줄어들었다.

### 트라브존스포르
2012년 6월, 밤바는 터키 쉬페르리그 클럽 트라브존스포르와 계약하였다. 트라브존스포르는 레스터 시티에 £0.75M의 이적료를 지불하였다.
2012년 8월 26일, 엘라지스포르와의 홈 경기에서 그는 트라브존스포르 소속으로 프로 데뷔전을 가져 풀타임을 소화하였고, 팀은 2-0으로 이겼다.

### 팔레르모
2014년 8월 26일, 트라브존스포르에서 방출된 후, 밤바는 팔레르모와 3년 계약을 맺었다.

## 국가대표팀 경력
비록 프랑스 태생이나, 밤바는 부모의 고향인 코트디부아르를 대표로 한다. 그는 2003년 FIFA 세계 청소년 축구 선수권 대회, 2005년 아프리카 청소년 축구 선수권 대회, 2008년 투르누아 에스푸아 드 툴롱에 참가하였다. 밤바는 2008년 하계 올림픽 8강에 진출한 코트디부아르 국가대표팀의 일원이었다.

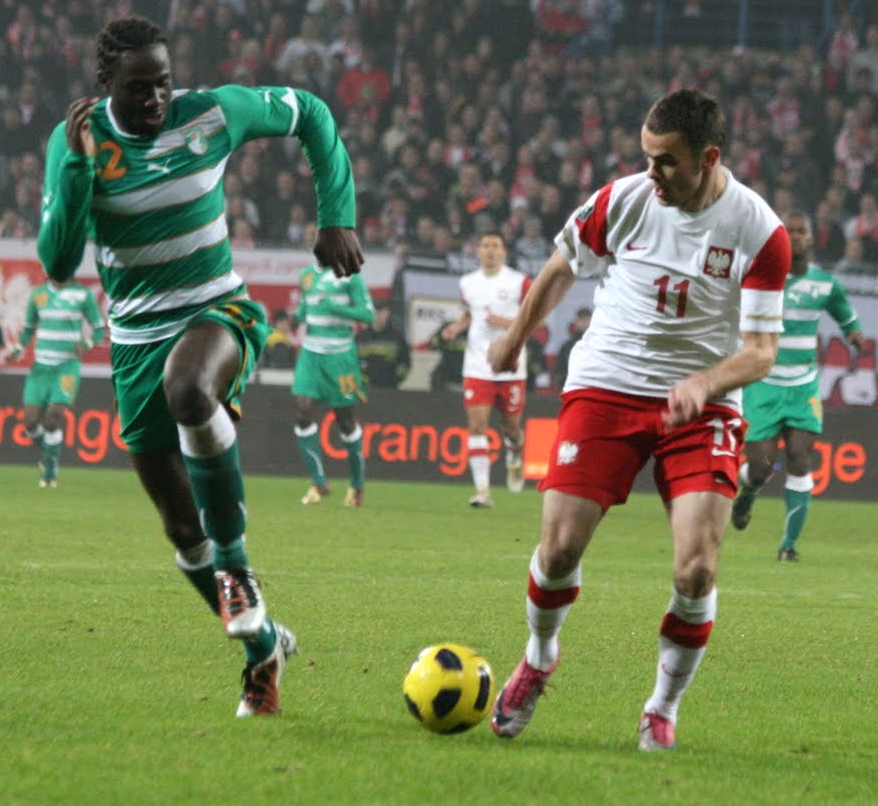
2010년 폴란드와의 친선전에서 코트디부아르 국가대표로 활약하는 밤바 (왼쪽, 22번)

밤바는 2008년에 이스라엘과의 친선경기에서 코트디부아르 국가대표로 데뷔하였고, 2번째 출전 경기인 터키전에서는 막판에 교체 출전하였다. 밤바는 5-0으로 이긴 말라위와의 2010년 FIFA 월드컵 예선전 경기에서 막판 교체로 첫 주요 대회 경기에 출전하였다. 이 경기는 코트디부아르 관중들 중 수십명의 희생자를 낸 우푸예-부아니 경기장 발구름 사건 이후에 치루어진 경기였다. 밤바는 2010년 아프리카 네이션스컵과 2010년 FIFA 월드컵 진출 확정 이후 국가대표팀 주전이 되었다. 밤바는 2010년 아프리카 네이션스컵을 앞두고 열린 르완다와의 친선경기에서 첫 국가대표팀 득점을 성공시켰다. 그는 코트디부아르가 참가한 2010년 아프리카 네이션스컵의 전 경기에 출전하였으나, 팀은 알제리와의 8강전에서 연장전 끝에 탈락하였다. 콜로 투레와 밤바의 "불편한" 센터백 듀오의 형성은 패배의 원흉으로 지목되었다. 대회는 토고 대표팀 버스에 대한 총격의 여운이 남은 채 진행되었으나, 코트디부아르 국가대표팀도 살인 협박의 대상이었다.
파리 생제르맹에서 밤바와 동거했던 바히드 할릴호지치 감독은 그에게 국가대표팀 데뷔를 할 수 있도록 하였고, 그는 대회 후 경질당하였다. 스벤예란 에릭손 신임 국가대표팀 감독은 5월 11일에 그를 2010년 FIFA 월드컵 30인 예비 엔트리에 포함시켰다. 밤바는 에릭손 감독의 첫 경기인 파라과이전에서 득점하였고, 팀은 2-2로 비겼다. 밤바는 최종 23인 엔트리에 포함되었으나, 미드필더인 디디에 조코라가 콜로 투레와 함께 중앙 수비를 맡으면서 선발 라인업에 들지 못하였다.
밤바는 2012년 아프리카 네이션스컵에서 다시 콜로 투레와 중앙 수비를 맡았다. 코트디부아르는 이 대회 기간동안 단 한골도 실점하지 않았으나, 잠비아와의 결승전에서 승부차기 끝에 패하였다.
2014년 FIFA 월드컵에서 밤바는 조코라와 중앙 수비를 맡았다. 콜로 투레는 대회 기간을 앞두고 말라리아에 걸렸었다. 밤바는 2-1로 이긴 일본전에서 경고를 받았다. 코트디부아르는 콜롬비아와 그리스에게 1-2로 연달아 패한 뒤 조별 리그에서 탈락하였다.

### 국가대표팀 득점 기록
아래의 점수에서 왼쪽의 점수가 코트디부아르의 점수이다.
| # | 날짜            | 경기장                                  | 상대     | 점수 | 최종결과 | 대회     |
| - | --------------- | --------------------------------------- | -------- | ---- | -------- | -------- |
| 1 | 2010년 1월 7일  | 벤야민 음카파 국립 경기장, 다르에스살람 | 르완다   | 1–0  | 2–0      | 친선경기 |
| 2 | 2010년 5월 30일 | 스타드 조세프-모니아, 토뇽-레-뱅        | 파라과이 | 2–0  | 2–2      | 친선경기 |

## 경력 통계
2012년 5월 3일 기준
| 클럽            | 시즌      | 리그 | 리그 | 컵   | 컵 | 유럽 | 유럽 | 합계 | 합계 |
| 클럽            | 시즌      | 출장 | 골   | 출장 | 골 | 출장 | 골   | 출장 | 골   |
| --------------- | --------- | ---- | ---- | ---- | -- | ---- | ---- | ---- | ---- |
| 파리 생제르맹   | 2004–05   | 1    | 0    | 0    | 0  | 0    | 0    | 1    | 0    |
| 파리 생제르맹   | 2005–06   | 0    | 0    | 0    | 0  | 0    | 0    | 0    | 0    |
| 파리 생제르맹   | 합계      | 1    | 0    | 0    | 0  | 0    | 0    | 1    | 0    |
| 던펌린 애슬레틱 | 2006–07   | 23   | 0    | 7    | 0  | 0    | 0    | 30   | 0    |
| 던펌린 애슬레틱 | 2007–08   | 15   | 0    | 5    | 0  | 2    | 0    | 22   | 0    |
| 던펌린 애슬레틱 | 2008–09   | 1    | 0    | 0    | 0  | 0    | 0    | 1    | 0    |
| 던펌린 애슬레틱 | 합계      | 39   | 0    | 12   | 0  | 2    | 0    | 53   | 0    |
| 하이버니언      | 2008–09   | 29   | 0    | 1    | 0  | 0    | 0    | 30   | 0    |
| 하이버니언      | 2009–10   | 30   | 2    | 2    | 0  | 0    | 0    | 32   | 2    |
| 하이버니언      | 2010–11   | 16   | 2    | 1    | 0  | 1    | 0    | 18   | 2    |
| 하이버니언      | 합계      | 75   | 4    | 4    | 0  | 1    | 0    | 80   | 4    |
| 레스터 시티     | 2010–11   | 16   | 2    | 2    | 1  | 0    | 0    | 18   | 3    |
| 레스터 시티     | 2011–12   | 36   | 1    | 1    | 0  | 0    | 0    | 37   | 1    |
| 레스터 시티     | 합계      | 52   | 3    | 3    | 1  | 0    | 0    | 55   | 4    |
| 트라브존스포르  | 2012-13   | 18   | 0    | 0    | 0  | 2    | 0    | 20   | 0    |
| 트라브존스포르  | 2013-14   | 9    | 0    | 1    | 0  | 5    | 0    | 15   | 0    |
| 트라브존스포르  | 합계      | 27   | 0    | 1    | 0  | 7    | 0    | 35   | 0    |
| 경력 합계       | 경력 합계 | 194  | 7    | 20   | 1  | 10   | 0    | 224  | 8    |

## 같이 보기
- 던펌린 애슬레틱 시즌: 2007-08, 208-09
- 하이버니언 시즌: 2008-09, 2009-10, 2010-11
- 레스터 시티 시즌: 2010-11, 2011-12